# Otto Didrik Schack (1652-1683)
 Der er flere personer med dette navn, se Otto Didrik Schack.
Otto Diderik lensgreve Schack (født 21. september 1652, død 1. juli 1683) var en dansk godsejer og stiftamtmand.

## Biografi
Han var søn af greve Hans Schack og hustru Anna Blome. I 1674 overtog hans faderens position som stiftamtmand i Ribe Stift. Ved faderens død i 1676 arvede han godserne Schackenborg, Gram og Gisselfeld. Senere samme år fik han den 23. juni 1676 erektionspatent, da Grevskabet Schackenborg blev oprettet af hovedgårdene Schackenborg, Sødamgård, Solvig og Store Tønde.
Han blev i 1667 dansk hofjunker, var 1670—71 på det ridderlige akademi i Saumur, blev 1671 kammerjunker, 1674 stiftsbefalingsmand over Ribe Stift og amtmand over Riberhus Amt, 14. juni samme år hvid ridder. Han døde allerede i 1683, blot 30 år gammel.

## Ægteskab og børn
Schack blev gift 26. april 1674 med Sophie Dorothea von Marschalck (1656–1707). I ægteskabet blev der født 6 børn, hvoraf den ældste overlevende søn Hans Schack efterfulgte sin far som lensgreve.